# Geórgios Athanasiádis-Nóvas
Geórgios Athanasiádis-Nóvas, no alfabeto grego: Γεώργιος Αθανασιάδης-Νόβας, (Lepanto, 9 de fevereiro de 1893 — Atenas, 10 de agosto de 1987) foi um poeta, advogado e político grego que serviu como primeiro-ministro por um mês em 1965. Nascido em Nafpaktos, ele obteve seu diploma de Direito pela Universidade de Atenas. Ele foi eleito pela primeira vez para o Parlamento grego em 1926, representando sua prefeitura nativa da Etólia-Acarnânia, e foi repetidamente eleito para o cargo até 1964.
Advogado de profissão, foi Ministro do Interior em 1945, Ministro da Educação em 1950 e Ministro da Indústria em 1951.
Em 1961, porém, ele foi um dos muitos conservadores que aderiram ao Centre Union (EK), em oposição à corrupção dos governos de direita da época. Em 1964, depois que EK assumiu o poder, ele se tornou o presidente do Parlamento grego.
Em 15 de julho de 1965, foi nomeado primeiro-ministro da Grécia pelo rei Constantino II, depois que este último demitiu Georgios Papandreou, um movimento conhecido como Apostasia de 1965. Ele foi seguido por muitos conservadores do EK e com o apoio de parlamentares conservadores da União Radical Nacional tentou formar um governo, mas não conseguiu passar por um voto de confiança no parlamento. Ele foi substituído em 20 de agosto do mesmo ano.
Em julho de 1974, ele foi um dos políticos que intermediaram o fim do Regime dos Coronéis e a nomeação de Constantino Karamanlis como Primeiro-Ministro.
Athanasiadis-Novas também escreveu poesia e prosa sob o pseudônimo de Georgios Athanas (Γεώργιος Αθάνας). Os críticos literários encontraram muito pouco na forma de valor em suas obras, mas ele encontrou alguma popularidade entre seus detratores, que os usaram para ridicularizar sua carreira política nada ilustre. A estrofe:
Itan ta stithia sou
Aspra San Galata
kai mou 'leges:
gargala ta
Traduçãoː
Seus seios eram
Branco como leite
E você me incitou
"Faça cócegas neles!"
Ganhou-lhe o apelido cómico de "Gargalatas", Tickler. Só depois de 40 anos ficou provado que o fato de ele ter escrito esta estrofe era uma lenda urbana. Tudo começou a partir de um artigo de Costas Stamatiou no jornal Ta Nea, com a intenção de ridicularizá-lo. Lefteris Papadopoulos esclareceu a situação com um artigo no mesmo jornal em 2004.
Ele morreu em Atenas em 10 de agosto de 1987, aos 94 anos.